# Винландские саги

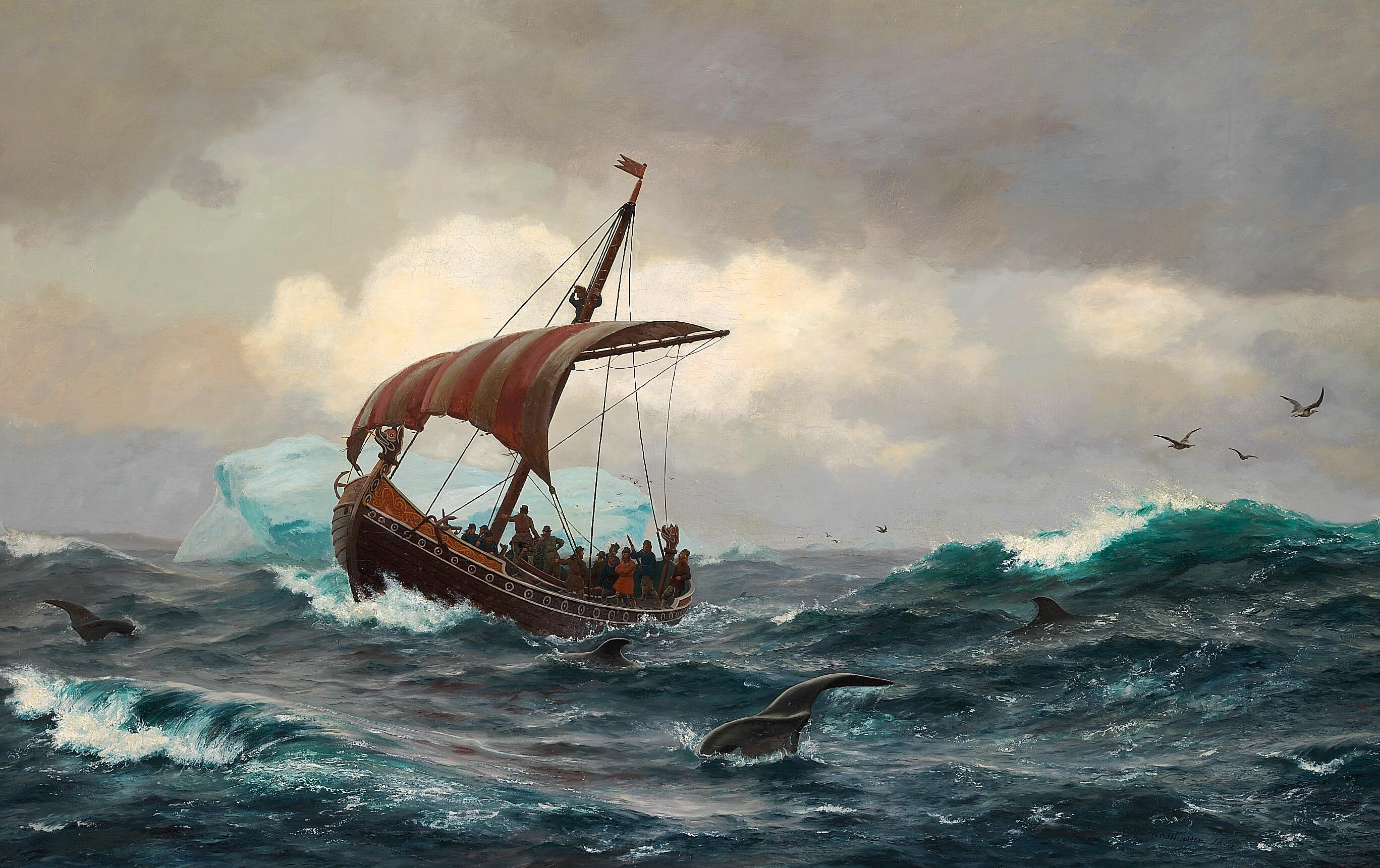
Лето на побережье Гренландии около 1000, :en:Carl Rasmussen

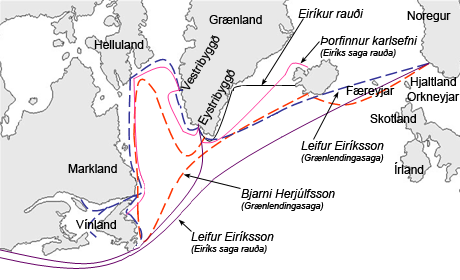
Возможные маршруты, совершаемые в Саге Эрика Рыжего и Саге о гренландцах

Винландские саги — две исландские саги:
- «Сага об Эрике Рыжем» (Eiríks saga rauða)
- «Сага о гренландцах» (Grœnlendinga saga)

Эти саги были написаны примерно через 250 лет после колонизации Гренландии. Хотя некоторые данные в них и противоречивы, но историки сходятся в мнении о том, что эти две саги являются важным источником сведений о путешествиях викингов в Америку. Подтверждением истинности описанных в них событий явилось обнаружение остатков поселения викингов в Л'Анс-о-Медоус на Ньюфаундленде.